# Конні Фальк
Конні Фальк (швед. Conny Falk; нар. 30 листопада 1966) — колишній шведський тенісист.
Найвищу одиночну позицію світового рейтингу — 155 місце досяг 28 березня 1988, парну — 176 місце — 4 травня 1987 року.

## Титули на челленджерах

### Одиночний розряд: (1)
| Ранг | Рік  | Турнір                        | Покриття | Суперник           | Рахунок  |
| ---- | ---- | ----------------------------- | -------- | ------------------ | -------- |
| 1.   | 1988 | Травемюнде, Західна Німеччина | Ґрунт    | Войцех Ковальський | 7–6, 6–3 |

### Парний розряд: (3)
| Ранг | Рік  | Турнір            | Покриття | Партнер         | Суперники                    | Рахунок       |
| ---- | ---- | ----------------- | -------- | --------------- | ---------------------------- | ------------- |
| 1.   | 1987 | Порту, Португалія | Ґрунт    | Стефан Свенссон | Ронні Ботман Міхаель Таусон  | 7–5, 5–7, 6–3 |
| 2.   | 1988 | Марракеш, Марокко | Ґрунт    | Крістер Аллгард | Лосон Данкен Ганс Шваєр      | 6–3, 6–2      |
| 3.   | 1989 | Салоу, Іспанія    | Ґрунт    | Роббі Вайсс     | Пер Генрікссон Ніклас Утґрен | 5–7, 7–6, 6–4 |